# خريطة النتوءات

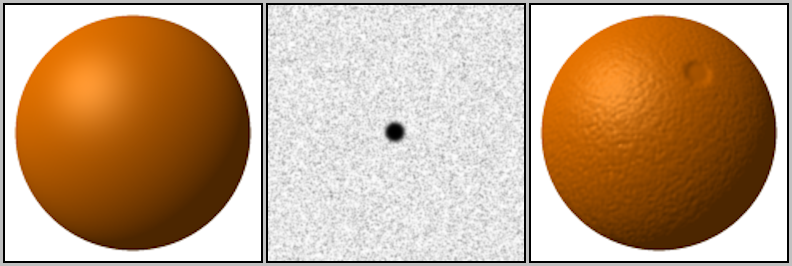
على اليسار: كرة بدون خريطة النتوء، في الوسط: خريطة النتوء، على اليمين: الكرة بعد تطبيق خريطة النتوء

خريطة النتوءات (بالإنجليزية: Bump mapping) هي تقنية في الرسومات الحاسوبية تستخدم في محاكاة النتوءات والتجاعيد على سطح كائن ما. يتم تحقيق هذا بتشويش نواظم الأسطح للكائن واستخدام الناظم المشوش أثناء العمليات الحسابية للإضاءة.